# Karl-Eugen Kurrer
Karl-Eugen Kurrer (né le 10 août 1952 à Heilbronn) est un ingénieur civil allemand et historien de l'ingénierie structurelle.

## Formation et travail
De 1959 à 1963, Kurrer étudie à la Dammschule (de) puis la Dammrealschule à Heilbronn. Il est l'élève de Friedrich Löchner (de), qui conduit Kurrer au certificat d'études secondaires en 1968 et suscite son intérêt pour la littérature de langue allemande. Après avoir obtenu son diplôme d'études secondaires et terminé un apprentissage de maçon à l'entreprise Paul Ensle à Heilbronn, Kurrer étudie le génie civil à l'école nationale du bâtiment de Stuttgart de 1970 à 1974 et travaille comme étudiant stagiaire à l'entreprise Losberger à Heilbronn (aujourd'hui Losberger De Boer (de) à Bad Rappenau). Après avoir terminé ses études, il travaille chez Losberger dans le département construction de halls en tant qu'ingénieur civil.
En 1974, il obtient l'accès aux études universitaires et part à la TU Berlin, y étudie le génie civil et les sciences du génie physique, et obtient son diplôme en 1981 avec la thèse, Développement de la théorie des voûtes du XIXe siècle à l'état actuel de la science à l'exemple du calcul d'un pont en arc et obtient son doctorat en 1986 avec une thèse sur la cinématique et la cinétique des moulins à tuyaux vibrants.
En collaboration avec Eberhard Gock (1937-2016), Kurrer continue à approfondir le sujet de la thèse. En 1993/94, le développement à l'Université de technologie de Clausthal conduit finalement au broyeur vibrant excentrique, qui est nettement plus économe en énergie que les broyeurs à tubes vibrants conventionnels. Le chef du groupe de recherche, Eberhard Gock, et son partenaire industriel reçoivent le prix du transfert de technologie 1998 de la Chambre de commerce et d'industrie de Brunswick pour ce nouveau type de moulin.
De 1989 à 1995, Kurrer travaille comme ingénieur de développement chez Telefunken Sendertechnik à Berlin (entre autres, il est impliqué dans le développement de structures de support pour de grands systèmes d'antenne et une antenne rotative à ondes courtes).
En 1996, Kurrer devient chef du groupe de travail sur l'histoire de la technologie à l'association de district VDI (de) à Berlin-Brandebourg (de) e. V. (Fin 2003, Stefan Poser (de) devient le chef du groupe de travail).
Kurrer est du 1er janvier 1996 au 28 février 2018 rédacteur en chef du magazine Stahlbau (de) aux éditions Ernst & Sohn. Il y dirige la création du magazine Steel Construction (de), publié tous les trimestres depuis 2009 en coopération avec la Convention européenne de la construction en acier (de) (ECCS), et est responsable du secteur de la construction en acier dans la maison d'édition.
Kurrer est un éminent historien de l'ingénierie structurelle. En plus de nombreux essais,,,, et contributions de livres,,, il écrit également une monographie (540 pages imprimées), une version augmentée dont est également inclus dans la version en anglais (848 pages imprimées) et distribué dans le monde entier. Avec la deuxième édition allemande (1164 pages imprimées) et anglaise (juin 2018, 1212 pages imprimées) très étoffée, Kurrer réussit la première présentation globale de l'histoire du développement de l'analyse structurelle,, qui comprend un historique de la théorie de la pression terrestre et de la statique informatique. Kurrer publie un livre sur la pression terrestre avec Achim Hettler (de) en mars 2019, dont la version anglaise est publiée en novembre 2019. Il travaille également sur la Nouvelle biographie allemande (NDB) et le Lexique biographique autrichien (ÖBL). En collaboration avec Werner Lorenz, Kurrer publie la série de livres "Construction History Series/Edition Bautechnikgeschichte", qui est publiée par Ernst & Sohn.
Depuis 2002, il participe à l'organisation de congrès internationaux sur l'histoire des techniques de construction (International Congress on Construction History). Depuis 2007, Kurrer organise la série de conférences "Pratiques et potentiels de l'histoire de la technologie de la construction" au Musée allemand des techniques de Berlin avec Werner Lorenz, l'ancien titulaire de la chaire d'histoire de la technologie de la construction et de la préservation structurelle au BTU Cottbus-Senftenberg (de). Kurrer est membre fondateur de la Gesellschaft für Technikgeschichte und der Gesellschaft für Bautechnikgeschichte. Sur la page d'accueil de la dernière société, vous pouvez également trouver son texte sur les "Tâches de l'histoire de la technologie de la construction".
Depuis 2018, Kurrer est chargé de cours au master en génie civil à l'Université des sciences appliquées de Cobourg (de), où il représente le sujet de l'histoire de la technologie au semestre d'hiver.
Depuis 1980, Kurrer publie également de nombreux articles de journaux traitant de la technologie et des sciences techniques et naturelles dans un contexte social,. Il écrit régulièrement des textes sur des sujets des domaines susmentionnés et de la technologie de la construction pour le magazine en ligne «momentum», fondé à l'automne 2012,,.

## Honneurs
- Le 1er juin 2016, il reçoit la plaque d'honneur du VDI (de) Berlin-Brandebourg.
- Le 18 octobre 2017, le BTU Cottbus-Senftenberg (de) lui décerne un doctorat honorifique pour ses réalisations scientifiques exceptionnelles dans le domaine de l'histoire de la construction.

## Publications
- Geschichte der Baustatik. Ernst & Sohn, Berlin 2002  (ISBN 3-433-01641-0).
- The History of the theory of structures. From arch analysis to computational mechanics. Ernst & Sohn, Berlin 2008  (ISBN 978-3-433-01838-5).
- Zur Entwicklungsgeschichte des deutschsprachigen Tabellenwerks im Bauingenieurwesen. In: Uta Hassler (Hrsg.): Der Lehrbuchdiskurs über das Bauen. Vdf Hochschulverlag, Zürich 2015  (ISBN 978-3-7281-3686-2), S. 262–281.
- Johann Wilhelm Schwedler. In: Jessica Hänsel, Jörg Haspel, Christiane Salge, Kerstin Wittmann-Englert (Hrsg.): Baumeister – Ingenieure – Gartenarchitekten (= Berlinische Lebensbilder. Band 11). Duncker & Humblot, Berlin 2016  (ISBN 978-3-428-14587-4), S. 439–456.
- Geschichte der Baustatik. Auf der Suche nach dem Gleichgewicht, 2., stark erw. Auflage, Ernst & Sohn, Berlin 2016  (ISBN 978-3-433-03134-6).
- Bautechnikgeschichte in Deutschland. In: Bautechnik 94 (2017), Heft 5, S. 274–294,  (ISSN 0932-8351) (zusammen mit Werner Lorenz).
- The History of the Theory of Structures. Searching for Equilibrium. Construction History Series/Edition Bautechnikgeschichte, ed. by Karl-Eugen Kurrer and Werner Lorenz. Ernst & Sohn, Berlin 2018 (mit Biografie, S. XXVIII–XXIX)  (ISBN 978-3-433-03229-9)
- Erddruck. Ernst & Sohn, Berlin 2019  (ISBN 978-3-433-03274-9) (zusammen mit Achim Hettler)
- Kurt Beyers Beitrag zur Baustatik. In: Beton- und Stahlbetonbau (de). 115 (2020), Heft 1, S. 62–80,  (ISSN 0005-9900).
- Mit Volker Wetzk: Das Zusammenspiel von Industrie, Verwaltung und Wissenschaft bei der Formierung einer Konstruktionssprache von Lagern im Eisen- und Stahlbau. In: Konstruktionssprachen. Überlegungen zur Periodisierung von Bautechnikgeschichte. Eine Hommage an Werner Lorenz, hrsg. v. Roland May, Volker Wetzk, Sabine Kuban, Clara Jiva Schulte, Michael Maria Bastgen u. Bernhard Heres, Bd. 5 der Reihe „Kulturelle und technische Werte historischer Bauten“, hrsg. v. Klaus Rheidt u. Werner Lorenz, S. 73–98. Basel: Birkhäuser Verlag 2020  (ISBN 978-3-0356-2228-7).
- Mit Bernhard Hauke: Die Kunst der Technik. Bauingenieure in Deutschland / The art of engineering. Civil and structural engineers in Germany. In: Ingenieurbaukunst – Engineering Made in Germany, hrsg. v. d. Bundesingenieurkammer, S. 16–25. Ernst & Sohn, Berlin 2021  (ISBN 978-3-433-03326-5).